# Wystawkowyj centr
Wystawkowyj centr (ukr. Виставковий центр, Centrum wystawiennicze) – jedna ze stacji kijowskiego metra na linii Obołonśko-Teremkiwśkiej. Została otwarta 27 grudnia 2011. 
Nazwa stacji nawiązuje do centrum wystawienniczego, które znajduje się w pobliżu stacji.